# Можаев, Семён Фёдорович
Семён Фёдорович Можаев (1 марта 1902, хут. Ольховский, Донецкий округ, область Войска Донского — 27 октября 1974, Ростов-на-Дону) — советский военный деятель, генерал-майор (4 июня 1940 года).

## Начальная биография
Родился 1 марта 1902 года на хуторе Ольховский Донецкого округа области Войска Донского в казацкой семье.

## Военная служба

### Гражданская война
В начале декабря 1919 года призван в ряды РККА и направлен красноармейцем в сапёрную роту в составе 23-й стрелковой дивизии. В январе 1920 года назначен на должность помощника литографа в инженерной части этой же дивизии, а в мае — на должность делопроизводителя в запасном полку (9-я Кубанская армия). В том же году вступил в ряды РКП(б).
В июле 1920 года направлен на учёбу на Краснодарские командные курсы, в составе которых в период с сентября по ноябрь 1921 года принимал участие в ходе подавления казачества под командованием генерала М. А. Пржевальского на Кубани. После окончания курсов в январе 1922 года на этих же курсах был назначен на должность командира взвода.

### Межвоенное время
С июня 1922 года служил на должностях командира взвода и роты в составе 38-го стрелкового полка (13-я Дагестанская стрелковая дивизия, Северокавказский военный округ). В сентябре 1923 года направлен на учёбу на курсы «Выстрел», после окончания которых в сентябре 1924 года вернулся в 38-й стрелковый полк, где был назначен на должность начальника полковой школы, а в январе 1929 года — на должность начальника 4-й части штаба 13-й стрелковой дивизии.
В мае 1931 года направлен на учёбу в Военную академию имени М. В. Фрунзе, после окончания которой с мая 1934 года служил в штабе Приморской группы войск ОКДВА на должностях помощника начальника и начальника 1-го отделения 1-го отдела. В январе 1937 года направлен в штаб Харьковского военного округа, где был назначен на должность начальника 1-го отделения 1-го отдела, а в апреле 1938 года — на должность начальника 5-го отдела штаба.
21 января 1939 года назначен на должность командира 3-й стрелковой дивизии, находившейся в Крыму и вскоре передислоцированной на Дальний Восток с дислокацией штаба в городе Свободный (Амурская область), где была включена в состав 2-й Краснознамённой армии.

### Великая Отечественная война
С началом войны генерал-майор С. Ф. Можаев находился на прежней должности.
27 июня 1942 года назначен на должность командира 101-й стрелковой дивизии, которая в составе Особого стрелкового корпуса дислоцировалась на Камчатке.
В сентябре 1943 года назначен на должность начальника штаба 2-й Краснознаменной армии, находясь на которой, во время советско-японской войны в августе 1945 года принимал участие в боевых действиях в ходе Маньчжурской, Сунгарийской, Южно-Сахалинской и Курильской наступательных операций.

### Послевоенная карьера
После окончания войны находился на прежней должности.
После расформирования армии с ноября 1945 года находился в распоряжении Главного управления кадров Министерства обороны и в декабре назначен на должность начальника Оперативного управления штаба Прибалтийского военного округа, в январе 1947 года — на должность начальника оперативного управления и заместителя начальника штаба Южной группы войск, а в июне 1948 года — на должность начальника штаба Отдельной механизированной армии.
В мае 1949 года направлен на учёбу на Высшие академические курсы при Высшей военной академии имени К. Е. Ворошилова, после окончания которых с июля 1950 года служил на должностях начальника Оперативного управления и заместителя начальника штаба Одесского военного округа, в ноябре 1953 года переведён на эти же должности в Северокавказский военный округ, а 15 февраля 1957 года назначен на должность начальника военной кафедры Ростовского финансово-экономического института.
20 февраля 1960 года вышел в запас. Умер 27 октября 1974 года в Ростове-на-Дону. Похоронен на Северном кладбище города.

## Семья
Отец — Фёдор Петрович, мать — Степанида. В семье было одиннадцать детей, из которых одна дочь и десять сыновей, среди них два Ивана, два Петра и два Семёна.
Жена — Антонина Капитоновна, сын — Анатолий, военный.

## Награды
- Орден Ленина (30.04.1945);
- Два ордена Красного Знамени (03.11.1944, 15.11.1950);
- Орден Суворова 2-й степени (27.08.1945);
- Медали.

## Воинские звания
- майор (17.02.1936)
- полковник (17.02.1938)
- комбриг (21.01.1939)
- генерал-майор (04.06.1940)